# The Rube and the Boob
The Rube and the Boob è un cortometraggio del 1913 diretto da Pat Hartigan e interpretato da John E. Brennan. Venne prodotto dalla Kalem e distribuito dalla General Film Company, che lo fece uscire nelle sale il 9 giugno 1913.

## Produzione
Il film, prodotto dalla Kalem Company, fu girato in California, a Santa Monica.

## Distribuzione
Distribuito dalla General Film Company, il film - un cortometraggio di 150 metri - uscì nelle sale cinematografiche statunitensi il 9 giugno 1913.
Nelle proiezioni, veniva programmato con il sistema dello split reel, accorpato in un'unica bobina con un altro cortometraggio prodotto dalla Kalem, la commedia The Scheme of Shiftless Sam Smith.